# Giải Hiệp hội các nhà phê bình phim người Mỹ gốc Phi 2012
Dưới đây là kết quả Giải Hiệp hội các nhà phê bình phim người Mỹ gốc Phi 2012.

## Giải thưởng
- Phim hay nhất:
  - 1. Zero Dark Thirty (Đoạt giải)
  - 2. Argo
  - 3. Lincoln
  - 4. Middle of Nowhere
  - 5. Life of Pi
  - 6. Les Misérables
  - 7. Django Unchained
  - 8. Beasts of the Southern Wild
  - 9. Moonrise Kingdom
  - 10. Think Like a Man

| Hạng mục                          | Đối tượng                      | Phim                        |
| --------------------------------- | ------------------------------ | --------------------------- |
| Nam diễn viên chính xuất sắc nhất | Denzel Washington              | Flight                      |
| Nữ diễn viên chính xuất sắc nhất  | Emayatzy Corinealdi            | Middle of Nowhere           |
| Đạo diễn xuất sắc nhất            | Ben Affleck                    | Argo                        |
| Kịch bản hay nhất                 | Ava DuVernay                   | Middle of Nowhere           |
| Nam diễn viên phụ xuất sắc nhất   | Nate Parker                    | Arbitrage                   |
| Nữ diễn viên phụ xuất sắc nhất    | Sally Field                    | Lincoln                     |
| Vai diễn bước ngoặt               | Quvenzhane Wallis              | Beasts of the Southern Wild |
| Phim độc lập hay nhất             |                                | Middle of Nowhere           |
| Phim hoạt hình hay nhất           |                                | Rise of the Guardians       |
| Phim điện ảnh thế giới hay nhất   |                                | The Intouchables            |
| Âm nhạc hay nhất                  | Kathryn Bostic & Meghan Rhodes | Middle of Nowhere           |

Giải thành tựu đặc biệt: Billy Dee Williams & Cicely Tyson